# Palästinensisches Museum für Naturgeschichte
Das Palästinensische Museum für Naturgeschichte (arabisch متحف فلسطين للتاريخ الطبيعي, DMG Matḥaf Filasṭīn li-t-Tārīḫ aṭ-Ṭabīʿī; englisch Palestine Museum of Natural History) ist ein Museum in Bethlehem im Westjordanland.

## Hintergründe
Es ist das einzige Museum seiner Art  in den Palästinensischen Autonomiegebieten.
Es wurde 2017 eröffnet und ist Teil des Palestine Institute for Biodiversity and Sustainability an der Universität Bethlehem.  Es verbindet Forschung, Bildung und Naturschutz miteinander.
Initiator und Gründer des Museums ist Mazin Qumsiyeh, der das Museum mit einer Spende von 250.000 Dollar unterstützte, weitere 450.000 Dollar kamen von der Universität Bethlehem.

## Ausstellung
Das Museum beherbergt über 6000 Tierexponate – darunter lebende Skorpione, Schlangen, Eidechsen und Mehlwurmkolonien. Es besteht dazu eine physische und digitale Bibliothek mit Fotos, Büchern und Dokumentationen, die zur Forschung und zum Schutz der Artenvielfalt beitragen. Die Ausstellungen ist interaktiv gestaltet. Das Museum verfügt über eine Rehabilitationsstation für Tiere.
Das Haus liegt auf dem Mar-Andreas-Campus der Universität Bethlehem und ist montags bis freitags von 9 bis 16 Uhr geöffnet. Besucher werden von Mitarbeitenden oder Freiwilligen durch die Ausstellungen geführt. 
Das Haus verfügt über eine Website in verschiedenen Weltsprachen u. a. auf Deutsch.